# Древині
Древи́ні — село в Україні, в Іваничівській селищній громаді Володимирського району Волинської області. Населення становить 666 осіб.

## Історія
У 1906 році село Порицької волості Володимир-Волинського повіту Волинської губернії. Відстань від повітового міста 26 верст, від волості 11. Дворів 82, мешканців 511.
До 30 червня 2017 року село входило до складу Мишівської сільської ради Іваничівського району Волинської області.
Після ліквідації Іваничівського району 19 липня 2020 року село увійшло до Володимир-Волинського району.

## Населення
Згідно з переписом УРСР 1989 року чисельність наявного населення села становила 656 осіб, з яких 309 чоловіків та 347 жінок.
За переписом населення України 2001 року в селі мешкало 660 осіб.

### Мова
Розподіл населення за рідною мовою за даними перепису 2001 року:
| Мова       | Кількість | Відсоток |
| ---------- | --------- | -------- |
| українська | 662       | 99.4%    |
| російська  | 4         | 0.6%     |
| Усього     | 666       | 100%     |

## Відомі особистості
- Протопоп Валентина Ростиславівна (* 1959) — українська художниця.
- Василь Древинський (п.п. XVI ст.—1583) — писар великий литовський, королівський секретар.
- Лаврентій Древинський (1586—1640) — волинський громадський діяч, оборонець православ'я.